# Dnevnik (HRT)
Dnevnik è il principale telegiornale della HRT Hrvatska radiotelevizija, viene trasmesso alle 12:00, 19:00 e 23:00.